# Parametrium

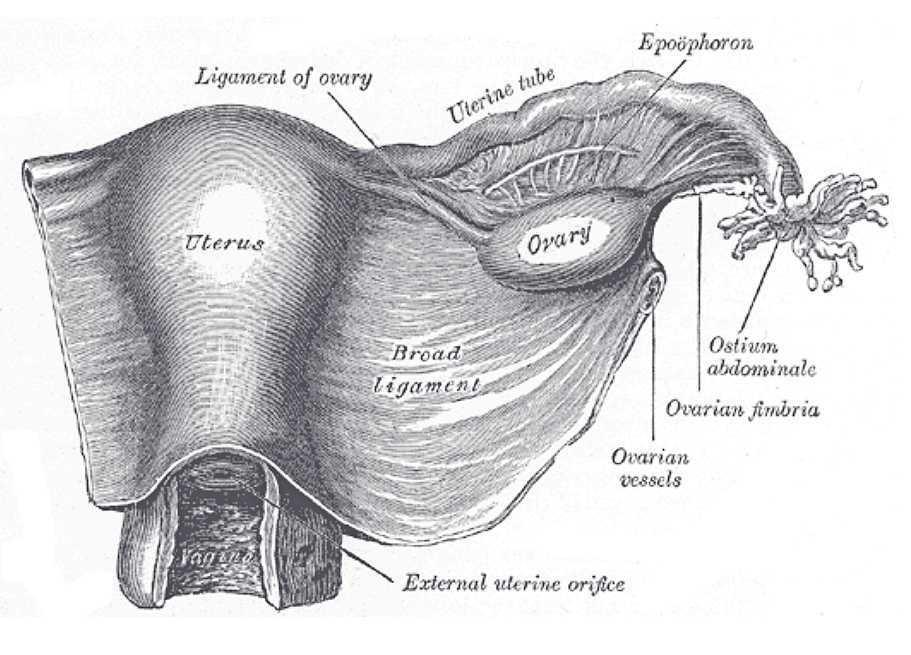
Weibliche Beckenorgane von dorsal (hinten) gesehen. Unter dem Ligamentum latum (englisch broad ligament) befindet sich das parametriale Bindegewebe

Das Parametrium, im ärztlichen Sprachgebrauch auch die Parametrien, ist ein anatomischer Begriff, der das Beckenbindegewebe vor dem Gebärmutterhals bis zur Harnblase und beiderseits bis zur seitlichen Beckenwand beschreibt. Es stellt, zusammen mit dem Parakolpium, die Fascia pelvis visceralis dar, welche die Gebärmutter im extraperitonealen Teil des Beckens umgibt.
Für die Prognose einer Gebärmutterhals-Krebserkrankung ist es wichtig zu beurteilen, ob der Tumor das Parametrium erreicht oder gar überschritten hat.
In der Tieranatomie werden das Bindegewebe, die glatte Muskulatur, die Blutgefäße und Nerven zwischen den beiden Blättern des Ligamentum latum uteri als Parametrium bezeichnet.